# Cadres Verdes
Os Cadres Verdes (em bósnio:  Zeleni kadar) foi uma força paramilitar nacionalista bósnia durante a Segunda Guerra Mundial.  Foi fundada no início de dezembro de 1941 como reação a um massacre de homens e mulheres bósnios perpetrado em Foča pelos Chetniks sérvios. A organização foi formada em condições precárias e inicialmente não foi apoiada pelo governo fantoche croata. Subiu ao poder depois que os Partisans começaram a invadir cada vez mais a Bósnia. Seu líder era Nešad Topčić.

## História
Em 5 de dezembro de 1941, os italianos, de acordo com o comandante Chetnik, Sergej Mihailović, colocaram a cidade de Foča sob o controle de Chetnik, e as partes povoadas por bosníacos da cidade começaram a organizar sua própria "Força de Defesa Muçulmana". As unidades de defesa mal armadas não conseguiram evitar os massacres de bósnios na área de Podrinje, na Bósnia. Depois de vários ataques e massacres principalmente contra civis daquela área os proeminentes líderes bósnios realizaram uma conferência em Sarajevo em 28 de Agosto de 1942 na qual ficou claro que o governo do Estado Independente da Croácia (NDH) não estava a fazer nada em defesa da população bosníaca na Bósnia e Herzegovina.  O proeminente líder bósnio Muhamed ef. Pandža fez uma declaração de que seria necessária uma ação imediata do governo do NDH. O então "Comitê Popular para a Salvação Nacional dos Bosníacos" foi proclamado e as primeiras tarefas do comitê foram fundar a primeira força de defesa da Bósnia após a queda do Reino da Iugoslávia.  Alguns dos membros da conferência liderada por Topčić foram a Berlim para solicitar aos alemães o estabelecimento de uma Bósnia e Herzegovina autônoma. Foram realizadas outras duas reuniões, mas não obtiveram quaisquer resultados positivos e a situação da população bosníaca do NDH permaneceu desesperadora. 

## Estatuto
A conferência também confirmou o estatuto das forças de defesa. O estatuto continha muitos pontos, mas os quatro principais relacionados aos Cadres Verdes eram: 
1. Proteção de áreas povoadas por bosníacos na Bósnia
2. Controlar o movimento da população ortodoxa nestas áreas
3. O planeamento e a preparação da ação dos Cadres Verdes devem ser feitos com estrita confidencialidade.
4. Traidores serão executados.

## Reorganização de 1943
Depois que os Partisans realizaram vários ataques no nordeste da Bósnia e sofreram grandes perdas de homens, os principais oficiais que apoiavam a milícia deixaram-na e juntaram-se aos guerrilheiros ou ao exército do NDH. A maior razão para a reorganização foi a morte de Muhamed Hadžiefendić e a destruição da sua legião de "voluntários muçulmanos". Os Cadres Verdes não pretendiam estar de lado algum, mas ocasionalmente eram dotados de suprimentos que os faziam prosseguir. A organização estava presente na maioria das cidades da Bósnia e o seu principal objetivo ainda era proteger a população civil das forças chauvinistas dos Chetniks. 

## Fim da guerra
Com o rápido avanço dos Partisans de Josip Broz Tito em 1945, ficou claro que o governo do NDH, juntamente com outras facções do Eixo, entraria em colapso com a capitulação da Alemanha em maio de 1945. A maioria das unidades dos Cadres Verdes que ainda estavam sob o controle de alguns conselhos municipais assumiram o controle de acordo com os Partisans. Algumas das unidades dos Cadres Verdes juntaram-se aos Partisans e, juntos, libertaram algumas áreas na Bósnia. O mais famoso foi a ajuda na libertação de Sarajevo, onde partes dos Cadres Verdes foram incorporadas à 16ª Brigada Muçulmana Partisan. 